# 岩下敬輔

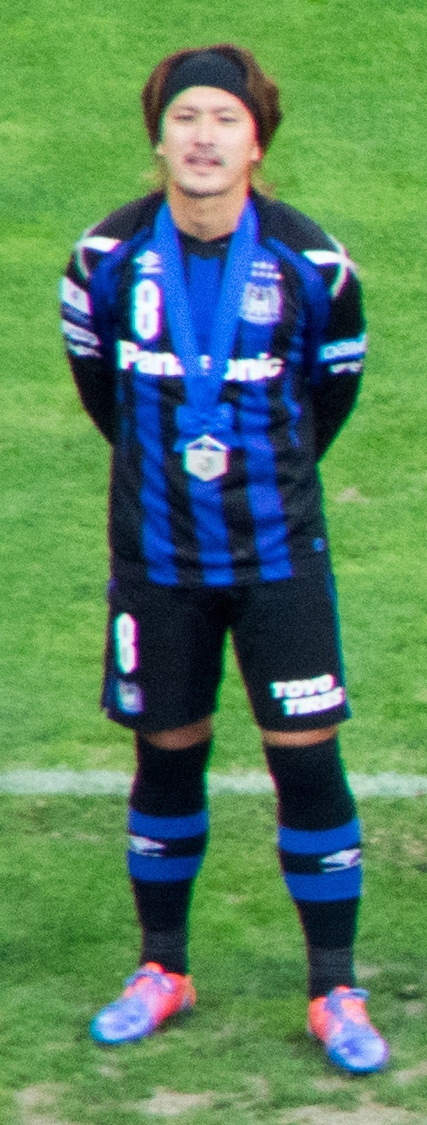
岩下敬輔

岩下 敬輔（いわした けいすけ、1986年9月24日 - ）は、鹿児島県伊集院町（現：日置市）出身の元プロサッカー選手。現役時代のポジションはディフェンダー（センターバック）。

## 来歴
鹿児島実業高等学校在学中の2005年に全国高等学校サッカー選手権大会で優勝を経験。この年、清水エスパルスに入団。中学年代までは攻撃的なポジションで鹿児島県選抜に選ばれた。足元の技術も高さを当時の監督長谷川健太に買われ、5月1日の大宮戦でボランチとしてデビューし、その後も本職のセンターバックだけでなくサイドバックなども任された。3年目の2007年J1第22節 対アルビレックス新潟戦に先発出場し、後半17分にCKからプロ入り初ゴールとなるヘディングシュートを決めた。しかし、それ以降は中々定位置を掴めなかった。
2009年、退団した高木和道に代わりセンターバックのレギュラーとして定着。2009年10月、チームメイトの山本海人とともに日本代表に初選出された。
2012年、開幕からレギュラーとして起用されるも安定感に欠けたプレーが目立ち、次第に出番が減少していった。同年8月ガンバ大阪へ期限付き移籍。加入当初は、負傷離脱中であった加地亮の穴を埋めるため右サイドバックで起用され、加地復帰後はセンターバックとして起用された。しかし、チームは不振から抜け出せずJ2降格となってしまった。
2013年、複数のJ1クラブからオファーを貰うも、ガンバ大阪への完全移籍を選択した。シーズン序盤はセンターバックでスタメン出場を続けるも、J2第26節東京V戦で右足関節捻挫の怪我で戦線離脱。以降、練習には何度か復帰するも再発を繰り返し、実践復帰は最終節群馬戦まで長引いてしまい、出場数はリーグ戦半分以下の17試合に留まった。
2014年は開幕から定位置を奪回しシーズン通してレギュラーとして活躍。リーグ戦は出場停止となった2試合を除く32試合に出場し、失点数リーグ2位タイに抑えたディフェンス陣を牽引。清水時代からの恩師で前年からG大阪の監督を務めていた長谷川健太にタイトルをもたらし、ガンバのリーグ優勝さらに国内三冠に貢献した。
2015年も前半戦はスタメンを維持していたが、慢性的な右膝の痛みによりベストなパフォーマンスを発揮することができなかった。シーズン終盤は長谷川の意向で怪我の治療に専念するためメンバーから外され、12月に右膝のクリーニング手術を受けたが、コンディションは回復しなかった。
2017年からはアビスパ福岡に所属し2シーズンでJ2リーグ55試合出場4得点を記録し中心選手として活躍していたが、2019年3月、主力DF3人が流出し、J1開幕からルヴァン杯を含めて公式戦3連敗・8失点と守備崩壊に陥っていたサガン鳥栖へ期限付き移籍。2020年に完全移籍を果たしたものの、シーズン終盤の11月30日に現役引退を発表した。

## 所属クラブ
ユース経歴
- 石谷サッカースポーツ少年団
- 1999年 - 2001年 桜島町立櫻島中学校
- 2002年 - 2004年 鹿児島実業高等学校

プロ経歴
- 2005年 - 2012年  清水エスパルス
  - 2012年8月 - 同年12月  ガンバ大阪（期限付き移籍）
- 2013年 - 2016年  ガンバ大阪
- 2017年 - 2019年  アビスパ福岡
  - 2019年3月 - 同年12月  サガン鳥栖（期限付き移籍）
- 2020年  サガン鳥栖

## 個人成績
| 国内大会個人成績 | 国内大会個人成績 | 国内大会個人成績 | 国内大会個人成績 | 国内大会個人成績 | 国内大会個人成績 | 国内大会個人成績 | 国内大会個人成績 | 国内大会個人成績 | 国内大会個人成績 | 国内大会個人成績 | 国内大会個人成績 |
| 年度             | クラブ           | 背番号           | リーグ           | リーグ戦         | リーグ戦         | リーグ杯         | リーグ杯         | オープン杯       | オープン杯       | 期間通算         | 期間通算         |
| 年度             | クラブ           | 背番号           | リーグ           | 出場             | 得点             | 出場             | 得点             | 出場             | 得点             | 出場             | 得点             |
| 日本             | 日本             | 日本             | 日本             | リーグ戦         | リーグ戦         | リーグ杯         | リーグ杯         | 天皇杯           | 天皇杯           | 期間通算         | 期間通算         |
| ---------------- | ---------------- | ---------------- | ---------------- | ---------------- | ---------------- | ---------------- | ---------------- | ---------------- | ---------------- | ---------------- | ---------------- |
| 2005             | 清水             | 30               | J1               | 6                | 0                | 2                | 0                | 0                | 0                | 8                | 0                |
| 2006             | 清水             | 5                | J1               | 2                | 0                | 0                | 0                | 1                | 0                | 3                | 0                |
| 2007             | 清水             | 5                | J1               | 11               | 1                | 2                | 0                | 2                | 0                | 15               | 1                |
| 2008             | 清水             | 5                | J1               | 18               | 2                | 10               | 2                | 1                | 0                | 29               | 4                |
| 2009             | 清水             | 5                | J1               | 29               | 5                | 9                | 1                | 1                | 0                | 39               | 6                |
| 2010             | 清水             | 5                | J1               | 20               | 1                | 5                | 0                | 5                | 1                | 30               | 2                |
| 2011             | 清水             | 5                | J1               | 29               | 2                | 4                | 0                | 4                | 1                | 37               | 3                |
| 2012             | 清水             | 5                | J1               | 12               | 1                | 2                | 0                | -                | -                | 14               | 1                |
| 2012             | G大阪            | 13               | J1               | 12               | 0                | -                | -                | 6                | 1                | 18               | 1                |
| 2013             | G大阪            | 8                | J2               | 17               | 2                | -                | -                | 0                | 0                | 17               | 2                |
| 2014             | G大阪            | 8                | J1               | 32               | 1                | 8                | 0                | 2                | 0                | 42               | 1                |
| 2015             | G大阪            | 8                | J1               | 24               | 0                | 5                | 1                | 0                | 0                | 29               | 1                |
| 2016             | G大阪            | 8                | J1               | 10               | 1                | 1                | 0                | 1                | 0                | 12               | 1                |
| 2017             | 福岡             | 36               | J2               | 32               | 3                | -                | -                | 0                | 0                | 32               | 3                |
| 2018             | 福岡             | 11               | J2               | 23               | 1                | -                | -                | 0                | 0                | 23               | 1                |
| 2019             | 福岡             | 11               | J2               | 0                | 0                | -                | -                | -                | -                | 0                | 0                |
| 2019             | 鳥栖             | 8                | J1               | 0                | 0                | 1                | 0                | 0                | 0                | 1                | 0                |
| 2020             | 鳥栖             | 8                | J1               | 2                | 0                | 1                | 0                | -                | -                | 3                | 0                |
| 通算             | 日本             | 日本             | J1               | 207              | 14               | 50               | 4                | 23               | 3                | 280              | 21               |
| 通算             | 日本             | 日本             | J2               | 72               | 6                | -                | -                | 0                | 0                | 72               | 6                |
| 総通算           | 総通算           | 総通算           | 総通算           | 279              | 20               | 50               | 4                | 23               | 3                | 351              | 27               |

その他の公式戦
| 2016   | G大23  | 8      | J3     | 6 | 0 | 6 | 0 |
| 通算   | 日本   | 日本   | J3     | 6 | 0 | 6 | 0 |
| 総通算 | 総通算 | 総通算 | 総通算 | 6 | 0 | 6 | 0 |

- 2015年
  - スーパーカップ 1試合0得点

| 国際大会個人成績 | 国際大会個人成績 | 国際大会個人成績 | 国際大会個人成績 | 国際大会個人成績 |
| 年度             | クラブ           | 背番号           | 出場             | 得点             |
| AFC              | AFC              | AFC              | ACL              | ACL              |
| ---------------- | ---------------- | ---------------- | ---------------- | ---------------- |
| 2015             | G大阪            | 8                | 10               | 0                |
| 2016             | G大阪            | 8                | 1                | 0                |
| 通算             | AFC              | AFC              | 11               | 0                |

その他の国際公式戦
- 2015年
  - スルガ銀行チャンピオンシップ 1試合0得点
- Jリーグ初出場 - 2005年5月1日 J1第9節 vs大宮アルディージャ（日本平スタジアム）
- Jリーグ初得点 - 2007年8月26日 J1第22節 vsアルビレックス新潟（東北電力ビッグスワンスタジアム）

## タイトル

### クラブ
鹿児島実業高校
- 全国高校サッカー選手権大会：2回（2002年、2004年）

ガンバ大阪
- Jリーグ ディビジョン1：1回（2014年）
- Jリーグ ディビジョン2：1回（2013年）
- ナビスコカップ：1回（2014年）
- 天皇杯：2回（2014年、2015年）
- ゼロックススーパーカップ：1回（2015年）

## 出場大会
- 2001年 高円宮杯全日本ユースサッカー選手権（U-15）大会
- 2002年 全国高校サッカー選手権大会
- 2003年 全国高校サッカー選手権大会 ベスト4
- 2004年 全国高校サッカー選手権大会 優勝
- 2004年 全国高校総体 ベスト16
- 2004年 国体（鹿児島県選抜）
- 2004年 高円宮杯全日本ユースサッカー選手権（U-18）大会 ベスト4

## 代表歴
- 2009年 日本代表